# Garganta Esmiliano
Esmiliano ou Smiliano é uma garganta pela qual percorre o rio Ligiótis, o afluente do rio Platís Potamós. Estende-se por 2,5 quilômetros e se inicia nas cercanias da vila de Retimno, próximo a abandonada localidade de Esmile. Pouco depois de Esmile há uma porte com arco e 50 metros a frente está a entrada da garganta, onde uma grande lagoa está situada. Deste ponto, a garganta segue percurso em direção a leste.